# Luocheng
Luocheng (en chino, 罗城仫佬族自治县; pinyin, Luóchéng Mùlǎozú zìzhìxiàn; literalmente, ‘ciudad de redes’, en zhuang, Lozcwngz Bouxmohlaujcuz Swciyen) es un condado autónomo bajo la administración directa de la Prefectura Hechi en la Región autónoma de Guangxi, República Popular China. Su área es de 2650 km² y su población total para 2020 superó los 270 mil habitantes.

## Administración
Desde octubre de 2022, el condado autónomo de Luocheng se divide en 11 pueblos que se administran en 7 poblados y 4 villas.

## Historia
Durante la dinastía Song (972), se estableció el condado Luocheng, perteneciente a Rongzhou (融州). En 1074, los condados Luocheng y Wuyang fueron abolidos y fusionados en el condado de Rongshui. 
En la dinastía Ming, se restauró el condado de Luocheng.
En 1952, el condado de Tianhe se fusionó con el condado de Luocheng. En 1983, se abolió el condado Luocheng y se estableció el condado autónomo Mulao de Luocheng.